# Eiji Kawashima
Eiji Kawashima (jap. 川島 永嗣 Kawashima Eiji; * 20. März 1983 in Yono (heute: Saitama), Präfektur Saitama) ist ein japanischer Fußball-Torhüter und Mitglied der japanischen Fußballnationalmannschaft. Momentan spielt er für den französischen Erstligisten Racing Straßburg. Seit 2007 war Kawashima einer der vier Vizepräsidenten der Spielervereinigung der J-League (Jリーグ選手協会, jei rīgu senshu kyōkai).

## Karriere
Kawashima spielte in seiner Jugend für die Urawa Higashi High School. Nach seinem Schulabschluss unterschrieb er im Jahr 2001 bei Ōmiya Ardija. Im darauf folgenden Jahr weckte er während einer Tournee durch Italien das Interesse des AC Parma, doch die Japaner erteilten den Avancen des Serie-A-Klubs eine Absage.
Bei der FIFA U-20-Weltmeisterschaft 2003 machte er sich einen Namen als reflexstarker Torhüter mit gutem Stellungsspiel, der einen wesentlichen Beitrag zum Einzug ins Viertelfinale seiner Mannschaft leistete. Dies verschaffte ihm das Engagement bei Nagoya Grampus. Dort nahm er den Konkurrenzkampf mit Seigō Narazaki um die Nummer eins im Tor der Mannschaft auf. Es war ein Kampf, den er am Ende verlieren sollte, dennoch konnte er sich erfolgreich als mutiger und ehrgeiziger Herausforderer profilieren. Mit seiner Rolle als Ersatztorwart für Narazaki unzufrieden, wechselte er 2007 schließlich zu Kawasaki Frontale, wo er sowohl in der J.League wie auch in der AFC Champions League regelmäßig zum Einsatz kam und sich bald als Nationalspieler in der japanischen Fußballnationalmannschaft, für die er am 17. Februar 2008 im Spiel gegen Nordkorea debütierte, etablierte.

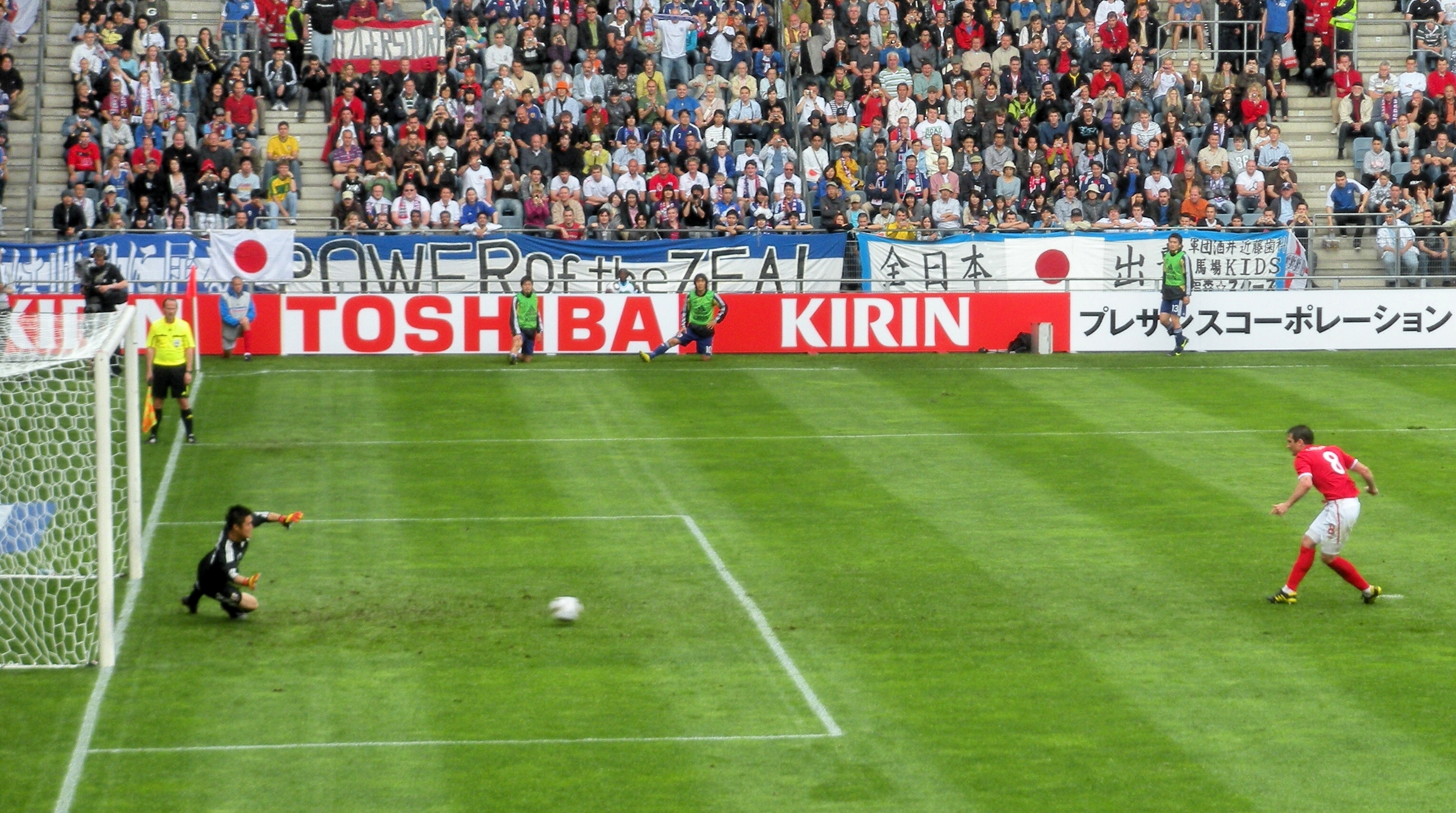
Eiji Kawashima hält im Spiel Japan gegen England (2010) einen Elfmeter

Von Nationaltrainer Takeshi Okada wurde Kawashima neben Seigō Narazaki und Yoshikatsu Kawaguchi für die Fußball-Weltmeisterschaft 2010 in Südafrika nominiert. Beim Testspiel gegen England am 30. Mai 2010 in Graz wurde ihm gegenüber den anderen beiden, wesentlich erfahreneren Torhütern der Vorzug gegeben. Im Spiel zeichnete er sich durch einen gehaltenen Elfmeter aus, geschossen von Frank Lampard. Während der Weltmeisterschaft kam er schließlich als Stammtorhüter in allen Spielen Japans zum Einsatz.
Nach der Weltmeisterschaft 2010 wechselte er nach Europa zum Jupiler-Pro-League-Verein Lierse SK.
Im Dezember 2015 unterschrieb er einen Vertrag bei Dundee United.
Am 29. Januar 2011 gewann er als Stammtorwart mit der japanischen Nationalmannschaft die Fußball-Asienmeisterschaft. Im Finale gegen Australien (1:0 n. V.) zeichnete er sich mehrfach durch starke Paraden, die den Sieg für Japan sicherstellten, aus. Im Halbfinale gegen Südkorea (3:0 n. E.) hatte er zuvor ebenfalls geglänzt, als er im Elfmeterschießen zweimal hielt.

## Auszeichnungen
- J. League Best Eleven – 2009
- J. League Fair Play Award – 2009

## Erfolge
Racing Straßburg
- Französischer Ligapokalsieger: 2019